# Елизаветинка (Рыбновский район)
Елизаве́тинка — деревня в Рыбновском районе Рязанской области. Входит в состав Истобниковского сельского поселения.

## География
Деревня находится в западной части Рязанской области, на расстоянии приблизительно 4 км (по прямой) к северо-востоку от железнодорожного вокзала в городе Рыбное, административного центра района.

### Часовой пояс
Деревня Елизаветинка, как и вся Рязанская область, находится в часовой зоне МСК (московское время). Смещение применяемого времени относительно UTC составляет +3:00.

## История
На карте 1850 года деревня не была показана. В 1859 году также не была учтена. В 1897 в деревне Рязанского уезда Рязанской губернии насчитывалось 38 дворов, проживало 278 человек.

## Население
| 2010 |
| ---- |
| 14   |

### Национальный состав
Согласно результатам переписи 2002 года, в национальной структуре населения русские составляли 100 % из 17 чел.